# Aeroportul Internațional Matecaña
Aeroportul Internațional Matecaña (IATA: PEI, ICAO: SKPE) este un aeroport din Pereira, Risaralda Department⁠(d), Columbia ce deservește zona Pereira. Aeroportul a fost tranzitat în 2022 de 2.656.011 pasageri. A fost deschis în 1947.
Situat la o altitudine de 1.346 m, aeroportul dispune de 1 pistă. Este operat de Colombian Civil Aviation Authority⁠(d).

## Infrastructură

### Piste
Aeroportul dispune de o singură pistă. Pista 08/26 are suprafața de asfalt și dimensiunile 2.205 m × . 